# ダイマ・ベルトラン
ダイマ・ベルトラン（Daima Mayelis Beltrán Guisado  1972年9月10日- ）は、キューバのグランマ州出身の柔道選手。現役時代は78kg超級の選手。身長182cm。体重100kg。

## 人物
長い間、重量級のトップレベルの選手として活躍していた。世界選手権では2度優勝しているが、2000年シドニーオリンピックでは決勝で中国の袁華と僅差で敗れ銀メダルとなった。アテネオリンピックの決勝では日本の塚田真希と対戦し開始早々大外刈りで技ありを奪うも、塚田にそのまま寝技で抑え込まれ逆転の一本負けとなり、またしても銀メダルに終わった。

## 主な戦績
- 1990年 - フランス国際　3位
- 1990年 - ブルガリア国際　優勝
- 1990年 - 世界ジュニア　優勝
- 1993年 - フランス国際　5位
- 1993年 - 世界選手権　無差別　7位
- 1994年 - パンナム選手権　優勝
- 1995年 - フランス国際　3位
- 1995年 - オーストリア国際　3位
- 1995年 - パンアメリカン競技大会　優勝
- 1995年 - ユニバーシアード　優勝
- 1995年 - 世界選手権　3位
- 1996年 - ドイツ国際　5位
- 1996年 - パンナム選手権　優勝
- 1996年 - アメリカ国際　72kg超級　3位　無差別　優勝
- 1997年 - ワールドカップ国別団体戦　優勝
- 1997年 - フランス国際　2位
- 1997年 - オーストリア国際　優勝
- 1997年 - ドイツ国際　3位
- 1997年 - パンナム選手権　優勝
- 1997年 - 世界選手権　72kg超級　5位　無差別　優勝
- 1997年 - 福岡国際　78kg超級　3位　無差別　3位
- 1998年 - ワールドカップ国別団体戦　優勝
- 1998年 - パンナム選手権　優勝
- 1999年1月 - 福岡国際　3位
- 1999年 - フランス国際　2位
- 1999年 - オーストリア国際　優勝
- 1999年 - ドイツ国際　3位
- 1995年 - ユニバーシアード　78kg超級　3位　無差別　3位
- 1999年 - パンアメリカン競技大会　優勝
- 1999年 - 世界選手権　無差別　優勝
- 1999年12月 - 福岡国際　無差別　3位
- 2000年 - フランス国際　3位
- 2000年 - オーストリア国際　3位
- 2000年 - ドイツ国際　3位
- 2000年 - シドニーオリンピック　2位
- 2000年 - 福岡国際　無差別　優勝
- 2001年 - 世界選手権　3位
- 2001年 - パンナム選手権　78kg超級　優勝　無差別　優勝
- 2002年 - ワールドカップ国別団体戦　2位
- 2002年 - パンナム選手権　78kg超級　優勝　無差別　優勝
- 2003年 - パンアメリカン競技大会　優勝
- 2003年 - 世界選手権　78kg超級　5位　無差別　3位
- 2004年 - ドイツ国際　優勝
- 2004年 - ポーランド国際　2位
- 2004年 - ポルトガル国際　優勝
- 2004年 - アテネオリンピック　2位